# Jacques Guigoz
Jacques Guigoz, appelé parfois aussi Guyoz, est un tailleur de pierres et sculpteur du deuxième quart du XVIe siècle, établi à Aigle, dans le pays de Vaud, en Suisse.